# Auguste Rizzi
Auguste Rizzi (* 8. Mai 1892 in Luxemburg; † im 30. September 1963) war ein luxemburgischer Fußballspieler.
Rizzis Heimatverein war Jeunesse Esch. Am 8. Februar 1914 stand er beim Freundschaftsspiel der luxemburgischen Fußballnationalmannschaft gegen Frankreich (5:4) in der Startelf. Es blieb sein einziges Länderspiel.